# Pavel Popovich
Pavel Romanovich Popovich (em russo:  Павел Романович Попович; Pavel Romanovič Popovič, em ucraniano:  Павло Романович Попович, Pavlo Romanovych Popovych) (Uzin, 5 de Outubro de 1930 — Gurzuf, 29 de Setembro de 2009) foi um cosmonauta soviético, nascido na Ucrânia, que comandou duas missões espaciais, a Vostok IV, em 1962 e a Soyuz 14, em 1974. Ele foi o primeiro cosmonauta de ascendência ucraniana.

## Biografia
Durante a Segunda Guerra Mundial, os alemães ocuparam sua cidade natal de Uzin e queimaram diversos documentos oficiais, incluindo a certidão de nascimento de Popovich. Após o conflito, estes documentos foram restaurados com a ajuda de testemunhas oculares e apesar de sua mãe saber que ele nasceu em 1929, duas testemunhas insistiram que ele havia nascido em 1930 e este tornou-se seu ano oficial de nascimento.
Em 1947, ele deixou a escola vocacional em Bila Tserkva e foi trabalhar como carpinteiro. Em 1951 graduou-se como engenheiro civil por uma escola técnica e também qualificou-se como piloto, função na qual se juntou ao Partido Comunista da União Soviética, através da Liga da Juventude Comunista, em 1954.

## Cosmonauta
Graduado pela Escola de Aviação Militar de Stalingrado em 1951, ele entrou para a força aérea soviética em 1954, servindo até 1959. Em 1960, foi selecionado para o grupo de vinte pilotos que iriam treinar como os primeiros cosmonautas soviéticos, qualificando-se em janeiro de 1961.

Considerado um dos mais fortes candidatos a fazer o primeiro voo espacial humano tripulado - afinal realizado pelo colega de turma Yuri Gagarin - Popovick atuou como controlador em terra - Capcom - da pioneira missão espacial tripulada.

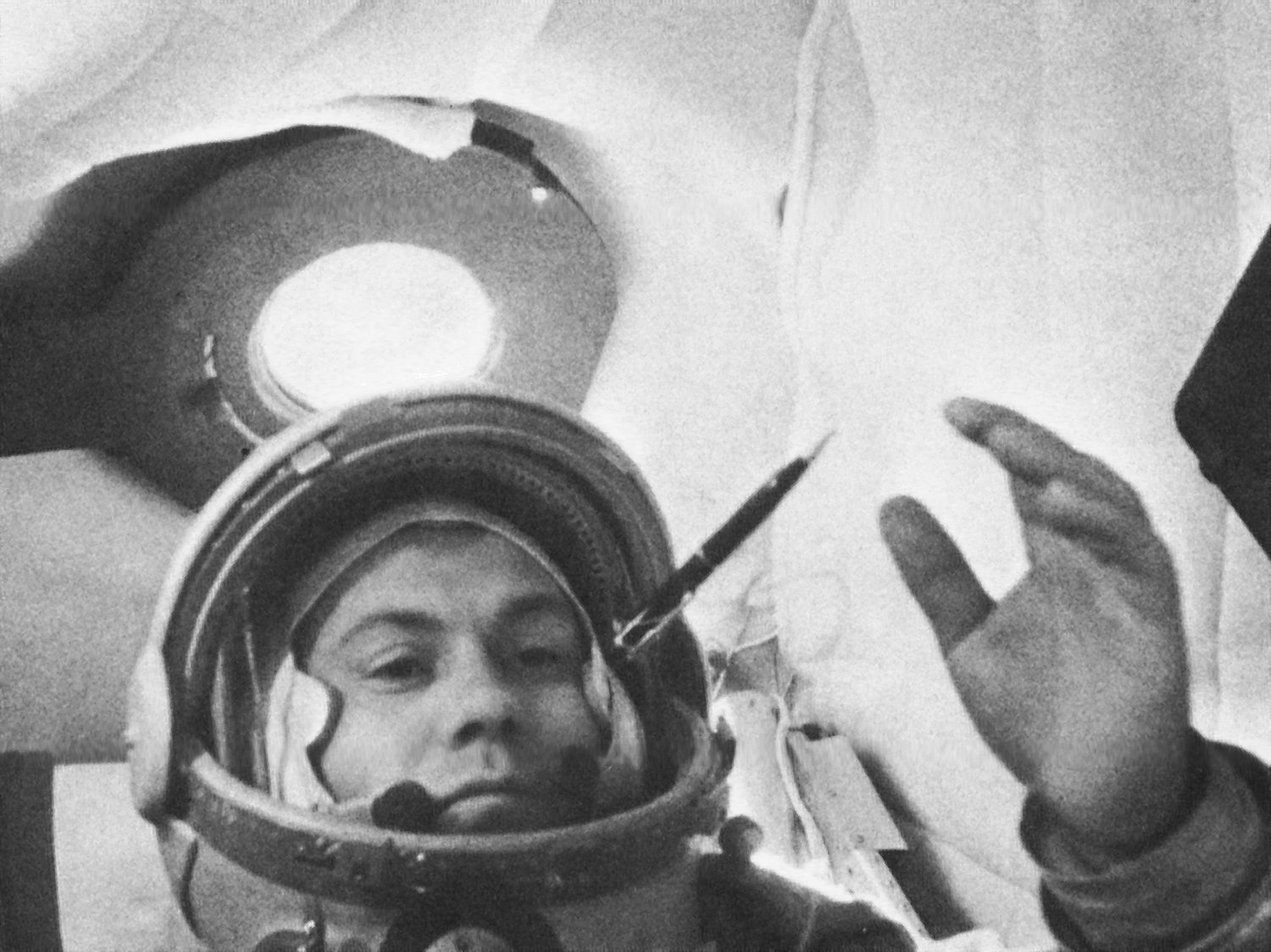
Popovich na Vostok 4

Seu primeiro voo ao espaço, na Vostok 4, em 15 de agosto de 1962, foi, junto com a Vostok 3 de Andrian Nikolayev, a primeira vez que duas naves espaciais estiveram juntas em órbita.
Transformado em cosmonauta-instrutor em 1964, ele foi designado para comandar um das missões lunares da União Soviética, treinando para isso de 1966 até 1968, quando as missões à Lua programas pela Roscosmos foram canceladas por falta de verbas. Designado então para o comando da missão Soyuz 2, viu sua oportunidade de voltar ao espaço mais uma vez adiada após a morte do cosmonauta Vladimir Komarov, durante a reentrada da Soyuz 1, o que fez com que a sua planejada missão fosse lançada ao espaço sem tripulação, como teste de segurança.
Ocupando o cargo de astronauta-chefe de treinamento da Roscosmos em 1972, dois anos depois ele finalmente foi designado para nova missão espacial, voltando pela segunda e última vez ao espaço em julho de 1974, como engenheiro de voo da Soyuz 14, primeira missão à estação espacial russa Salyut 6.
Trabalhando em funções de terra, em cargo de direção no Centro de Treinamento de Cosmonautas Yuri Gagarin a partir de 1978, Popovich se retirou do programa espacial em 1982.

## Ufologia
Em 1984, Popovich ingressou na Academia Russa de Comitê de Investigação All-União recém-criado Sciences "para Fenômenos Aéreos Anômalos e tornou-se chefe da Comissão UFO da Academia.
No documentário do canal SciFi 2002 Out of the Blue, relata que Popovich avistou um UFO ao lado do avião em que viajava a bordo quando ele estava voltando para casa a partir de Washington DC, com uma delegação de cientistas. O UFO foi visto por todos a bordo do avião. Foi um triângulo perfeito moldado e emitida uma luz branca muito brilhante a uma distância de cerca de 1,5 km e uma altitude cerca de 1 000 metros acima do avião. O objeto tinha uma velocidade estimada de 1 500 Km / h, viajando paralelo ao avião, passou e ultrapassou o plano em cerca de 30 a 40 segundos.
Popovich era o presidente da associação UFO da Rússia.